# Meibomia podocarpa
Meibomia podocarpa là một loài thực vật có hoa trong họ Đậu. Loài này được (Hook. & Arn.) Schindl. mô tả khoa học đầu tiên năm 1926.